# 多明尼加播棋
多明尼加播棋（Hoyito），是流行於多明尼加的播棋類遊戲，多數規則同於迦納播棋。

## 棋具
- 長方形棋盤，分為兩列各六洞。

- 初始佈置時，每洞有四顆棋子。

## 規則
- 每回合玩家輪流行棋，從己方有棋子的洞取出所有棋子，以逆時鐘方向分配到其他的洞中，一洞分配一顆，直至分配完。最後分配的一顆棋子若落於某棋洞，造成該棋洞棋子數不等於一或四，則需再從該洞再進行分配動作，直到最後分配的棋子落於的棋洞的棋子數等於一或四，並且回合結束。若成為四顆時，則由行棋者拿取作計分。

- 玩家無法分投時，則必須放棄回合。

- 當棋盤剩下四顆棋子時，由上次奪得棋子的玩家拿取，並且遊戲結束。

- 一方獲得超過總棋子數量一半時得勝[1]。